# Cluny Brown
Cluny Brown is een Amerikaanse filmkomedie uit 1946 onder regie van Ernst Lubitsch. Destijds werd de film in Nederland uitgebracht onder de titel De dienstmaagd en de professor.

## Verhaal
Cluny Brown is een vrouwelijke loodgieter die naar een Engels landgoed gaat om er als dienstbode te werken. Ze leert er de Poolse professor Adam Belinski kennen. Cluny raakt geïnteresseerd in de winkelier Wilson. Adam wordt verliefd op Cluny en wil voorkomen dat ze met mijnheer Wilson trouwt.

## Rolverdeling
| Acteur             | Personage                   |
| ------------------ | --------------------------- |
| Charles Boyer      | Adam Belinski               |
| Jennifer Jones     | Cluny Brown                 |
| Peter Lawford      | Andrew Carmel               |
| Helen Walker       | Elizabeth Cream             |
| Reginald Gardiner  | Hilary Ames                 |
| Reginald Owen      | Henry Carmel                |
| C. Audrey Smith    | Kolonel Charles Duff Graham |
| Richard Haydn      | Jonathan W. Wilson          |
| Margaret Bannerman | Alice Carmel                |
| Sara Allgood       | Mevrouw Maile               |
| Ernest Cossart     | Syrette                     |
| Florence Bates     | Douairière                  |
| Una O'Connor       | Mevrouw Wilson              |